# Embajada de España en Vietnam
La Embajada de España en Vietnam es la máxima representación legal del Reino de España en la República Socialista de Vietnam.

## Embajador
La actual embajadora es María del Pilar Méndez Jiménez, quien fue nombrada por el gobierno de Pedro Sánchez el 4 de agosto de 2020.

## Misión diplomática
El Reino de España posee sólo un edificio de representación en el país, la embajada en la ciudad de Hanói, creada en 1994. Además España cuenta con una Oficina Económica y Comercial en la Ciudad Ho Chi Minh, la antigua Saigón, y dos viceconsulados honorarios en Ciudad Ho Chi Minh y Da Nang.

## Historia
España inició relaciones con el antiguo reino de Annam, que ocupaba la zona norte del actual Vietnam, en el siglo XIX aunque dependía de la Embajada en China. Con la ocupación francesa y la formación de la Indochina francesa (1887), las relaciones quedaron bajo autoridad del gobierno de París.
Con el fin de la dominación francesa tras su derrota en Dien Bien Phu (1954), el territorio de Vietnam quedó dividido en dos estados: la República de Vietnam (al sur), y la República Democrática de Vietnam (al norte y de ideología comunista). La política de bloques imperante en el momento de la Guerra Fría y el posterior conflicto hizo que España, cercano a la política exterior estadounidense, no tuviera relaciones diplomáticas con el Vietnam del Norte. 
España junto con los principales países occidentales sólo reconocía a la República de Vietnam (conocido como Vietnam del Sur) como único estado vietnamita tras su independencia en 1954. Teniendo en cuenta la situación internacional de la Guerra Fría, España mantuvo una política exterior proestadounidense y en 1964 elevó a embajada su representación diplomática en Saigón, capital de Vietnam del Sur, y nombró al primer embajador con residencia en la Embajada en Bangkok. Finalmente, en 1975, ante la caída de Vietnam del Sur frente a su vecino del norte, España cesó al último embajador con acreditación en la República de Vietnam.
La reunificación de Vietnam y el final de la guerra (1976), permitió normalizar las relaciones entre España y la República Socialista de Vietnam el 23 de mayo de 1977. En 1983 España nombraba Embajadores residentes en Pekín para Vietnam, y, a partir de 1987 residentes en Bangkok. Finalmente en 1994, el gobierno español decidió abrir una misión diplomática permanente en Hanói, capital de Vietnam, aunque no fue residente hasta 1997 cuando se nombró al primer embajador radicado en el país asiático.